# Mikel Erentxun
Mikel Erentxun   (Caracas, 23 de febrer de 1965) és un músic instal·lat a Sant Sebastià des de ben petit. Va ser vocalista de Duncan Dhu al costat de Diego Vasallo abans d'iniciar la seva carrera en solitari.
Editen el seu primer disc el 1985 ("Por tierras escocesas") i estan en actiu fins a l'any 2001, en el qual publiquen Crepúsculo.
Separats, comencen una carrera en solitari el 1992 amb el disc Naufragios, del que destaquen temes com A un minuto de ti o Esta luz nunca se apagará. Una vegada dissolt Duncan Dhu, continuen en solitari, publicant després de l'èxit de Naufragios, El abrazo del erizo (1995), Acróbatas (1998), Te dejas ver (2000), Ciudades de paso (2003), i el recopilatori Éxitos (2004). En els seus discos han col·laborat musics de la talla de Mark Gardener, Robert Quine, Pete Thomas, Lloyd Cole, Mathew Sweet, o Fred Maher.
L'octubre del 2006 surt a la venda el nou treball del cantant basc, que s'anomena Corredor de la suerte i en el qual col·laboren Amaral i Dani Martín.

## Discografia
- Naufragios (1992)
- El abrazo del erizo (1995)
- Acróbatas (1998)
- 7 Años (només als Estats Units) (2000)
- Te dejas ver (2000)
- Ciudades de paso (2003)
- Éxitos (2004)
- El corredor de la suerte (2006)
- Tres noches en el Victoria Eugenia (2008)
- Detalle del miedo (2010)
- 24 golpes (2012)
- Corazones(2015)
- El hombre sin sombra (2017)
- Live at the Roxy (2018)
- El Último vuelo del hombre bala (2019)
- Amigos de guardia (2021)